# Prometna fakulteta v Beogradu
Prometna fakulteta (izvirno srbsko Саобраћајни факултет у Београду), s sedežem v Beogradu, je fakulteta, ki je članica Univerze v Beogradu.